# خانه جمالیان
خانه جمالیان مربوط به دوره صفوی است و در اصفهان، خیابان ولیعصر، کوچه سراج الملک واقع شده و این اثر در تاریخ ۲۴ اسفند ۱۳۸۳ با شمارهٔ ثبت ۱۱۵۴۶ به‌عنوان یکی از آثار ملی ایران به ثبت رسیده است.